# Дерманівська сільська рада
Дерманівська сільська рада — колишня адміністративно-територіальна одиниця та орган місцевого самоврядування в Базарському районі Коростенської та Волинської округ, Київської області Української РСР з адміністративним центром у селі Дерманівка.

## Населені пункти
Сільській раді на час ліквідації були підпорядковані населені пункти:
- с. Бродник
- с. Дерманівка

## Населення
Кількість населення ради, станом на 1923 рік, становила 1 904 особи, кількість дворів — 369.
Кількість населення ради, станом на 1931 рік, становила 1 172 особи.

## Історія та адміністративний устрій
Створена 1923 року в складі сіл Бродник, Гута-Мар'ятинська, Мар'ятин та слободи Дерманівка Базарської волості Овруцького повіту Волинської губернії. 12 січня 1924 року, відповідно до рішення Волинської ГАТК № 6/1 «Про зміни в межах округів, районів і сільрад», с. Гута-Мар'ятинська увійшла до складу новоствореної Гуто-Мар'ятинської чеської національної сільської ради. 21 січня 1926 року реорганізована в російську національну сільську раду, внаслідок чого с. Мар'ятин відійшло до складу новоствореної Мар'ятинської сільської ради Базарського району.
Ліквідована 14 листопада 1935 року, відповідно до постанови президії ЦВК УСРР «Про розформування Дерманівської сільради Базарського району Київської області», с. Бродник передане до складу Базарської сільської ради, с. Дерманівка — до складу Мар'ятинської сільської ради Базарського району Київської області.